# Bad Piggies
Bad Piggies (letteralmente traducibile in italiano come Maialini cattivi) è un videogioco rompicapo sviluppato da Rovio Mobile, spin-off del celebre Angry Birds. Lo scopo del gioco è di costruire un mezzo di trasporto per portare un maialino verde in un punto prestabilito. È uscito in tutto il mondo il 27 settembre 2011 ed è stato distribuito per iOS, Android, Microsoft Windows (XP, Vista, 7, 8) e Mac OS.

## Capitoli
Il gioco, attualmente, è composto da:
- 3 capitoli da 12 livelli più 9 aggiuntivi di Ground hog day
- 3 capitoli da 12 livelli più 9 aggiuntivi di Rise and Swine
- 3 capitoli da 12 livelli più 9 aggiuntivi di When pigs fly
- 3 capitoli da 12 livelli più 9 aggiuntivi di Flight in the night
- 2 capitoli da 12 livelli più 6 aggiuntivi di Tusk 'till dawn
- 3 capitoli da 12 livelli più 9 aggiuntivi di The road to El Porkado

Ad ogni capitolo sono inoltre associate due Sandbox: giocando i livelli normali, si sbloccano questi livelli speciali ed i pezzi da potervi utilizzare. Nelle sandbox, che sono veri e propri open world game, il giocatore ha ampia libertà di scelta nella costruzione dei veicoli e non ha il classico obiettivo di raggiungere un traguardo: deve invece raccogliere tutte le scatole-stella sparse per questi ampi livelli, costruendo veicoli diversi per raggiungere i vari luoghi.
Ulteriori sandbox sono disponibili raccogliendo dei "teschi" e delle "statue" nascosti in alcuni livelli, oppure a pagamento.
Altri livelli speciali sono le Road hogs, i quali pezzi si sbloccano esattamente come le sandbox. Lo scopo è lo stesso dei livelli normali, ma il punteggio dipende dal tempo in cui si raggiunge il traguardo, anziché risolvendo missioni.

## Pezzi disponibili
Questi sono i pezzi usati per assemblare i veicoli:
- Blocco in legno: cubo a cui si possono attraccare vari pezzi nei quattro lati o, solo con certi, all'interno.
- Blocco in acciaio: come il blocco in legno solo più pesante e resistente agli urti.
- Mantice: pezzo usato per produrre una piccola spinta d'aria al veicolo.
- Ruota in legno: pezzo non motore usato per tenere in piedi il veicolo.
- Ruota in ferro: come la ruota in legno solo più pesante e resistente.
- Mini ruota in ferro: ruota leggera come il legno e resistente come l'acciaio.
- Ruota motrice: ruota motrice in grado di tirare il veicolo.
- Ventilatore: pezzo che produce una debole spinta continua.
- Bottiglia di Coca: bottiglia che se premuta rilascia una spinta in una su quattro direzioni.
- Bottiglia di Sprite: come la Coca, solo di diverso colore.
- TNT: esplosivo che rilascia una gran quantità di energia.
- Ombrello nero: ombrello che se aperto rallenta il veicolo.
- Ombrello giallo: ombrello che tira il veicolo aprendosi e chiudendosi:
- Motore elettrico: piccolo motorino che aumenta la potenza di pezzi motrici.
- Motore 4L: motore a 4 cilindri in linea, come il motore elettrico, solo il doppio più potente.
- Motore V8: come il 4L, solo il doppio più potente.
- Pugno a molla: cubo che spara un pugno in una su quattro direzioni, ciò provoca una forte spinta.
- Sparaventose: cannoncino in grado di sparare in una su otto direzioni una ventosa auto-ritraente.
- Ruota a ventose: ruota in grado, oltre che di tirare il veicolo, di salire sui muri.
- Palloncino: pezzo che fa salire il veicolo in maniera incontrollabile; se tocca una superficie esplode. Esiste anche il doppio e il triplo.
- Zavorra: sacco di sabbia che rallenta la salita del veicolo. Esiste anche il doppio e il triplo.
- Razzo rosso: razzo che produce una forte e lunga spinta in una su quattro direzioni.
- Razzo blu: come il razzo rosso, solo blu.
- Timone in legno: timone d'aereo che permette una caduta più lunga.
- Timone in ferro: come il timone in legno, solo che migliorate le prestazioni aeree.
- Ali in legno: ali che permettono al veicolo, con adeguata potenza, di sollevare il veicolo in verticale.
- Ali in ferro: come le ali in legno, solo più pesanti e resistenti.
- Elica: come una normale elica, tira il veicolo.
- Rotore: pezzo che, con abbastanza potenza, solleva il veicolo.
- Molla: pezzo che dà più elasticità al veicolo.
- Corda: pezzo che si tende se si allunga.

## Serie animata
Dal 2014 al 2018 fu prodotta da Rovio Entertainment una serie animata in CGI intitolata Piggy Tales, spin-off di Angry Birds Toons ed ispirata al videogioco, composta da 4 stagioni per un totale di 121 episodi della durata di circa 2 minuti l'uno. In Italia è stata trasmessa su Pop.